# قلعه مورد
قلعه مورد، روستایی از توابع بخش سورنا شهرستان رستم در استان فارس ایران است.

## جمعیت
این روستا در دهستان پشتکوه رستم قرار دارد و براساس سرشماری مرکز آمار ایران در سال ۱۳۸۵، جمعیت آن219 نفر (47خانوار) بوده‌است.